# 八番坑口的新娘
《八番坑口的新娘》是1985年台灣電影。

## 概述
整個舞臺在臺北縣瑞芳鎮九份實地取景，而八番坑口則是日治時期九份的一處採金礦區。

## 劇情簡介
個性木納耿直的年輕警察江萬水，自願從台北縣警局轉調到偏僻的九份派出所。後來得知九份地方上有一瘋女阿鳳，每天經過江萬水宿舍門口，拿著掃把，自九份一直掃到瑞芳，此怪異行徑卻也引起他的注意。原來，阿鳳的丈夫文進死於礦坑災變，心中不願相信自己丈夫已死，開始變得神智失常。同時，阿鳳因故不時遭受惡劣男人欺負，導致生下一子一女，被當地地痞戲稱「公田」。
然而，江萬水擔憂阿鳳與其兒女之後續生活無依無靠，便獨排眾議決定娶阿鳳為妻。但江萬水的父母得知後傷心欲絕，萬般不諒解他為什麼要做出這樣的決定……

## 人物角色
| 角色名稱 | 演員             | 備註                       |
| -------- | ---------------- | -------------------------- |
| 江萬水   | 許不了           | 警察（計程車後座中之乘客） |
| 游林阿鳳 | 張艾嘉           | 因礦災身故之礦工之妻       |
| -        | 顏正國           | 阿鳳的兒子                 |
| -        | 李淑楨           | 阿鳳的女兒                 |
| 林'R     | 魯直             | 老前輩警察                 |
| 宋代表   | 丹陽             | 地方代表                   |
| 連旺     | 管管             | 前輩警察                   |
| 江母     | 文英             | 江萬水的母親               |
| -        | 武拉運           | 告密聚賭的人、小妹妹父親   |
| -        | 方龍             | 計程車左後座抱神像之乘客   |
| -        | 柯受良           | 宋 代表家的助理            |
| 卵神仔   | 小戽斗（歐藏喜） | 計程車右前座乘客           |
| 江父     | 戽斗（高來福）   | 江萬水父親                 |

## 外部連結
- 八番坑口的新娘（Story of a Bride），〈台灣電影資料庫〉
- 開眼電影網上《八番坑口的新娘》的資料（繁體中文）
- 香港影庫上《八番坑口的新娘》的資料（繁體中文）
- 时光网上《八番坑口的新娘》的資料（简体中文）
- 豆瓣电影上《八番坑口的新娘》的資料 （简体中文）
- 互联网电影数据库（IMDb）上《八番坑口的新娘》的资料（英文）